# Ormocarpopsis tulearensis
Ormocarpopsis tulearensis är en ärtväxtart som beskrevs av Du Puy och Jean-Noël Labat. Ormocarpopsis tulearensis ingår i släktet Ormocarpopsis och familjen ärtväxter. IUCN kategoriserar arten globalt som starkt hotad. Inga underarter finns listade i Catalogue of Life.